# 沈彥汝
沈彥汝（1998年12月24日—），台灣女子羽球運動員，曾參加2013年、2017年與2021年聽障奧運會，在2017年和2021年皆獲得女子雙打銀牌與混合團體銅牌，以及在世界聽障羽球錦標賽獲得兩次女單冠軍（2015、2019）及一次雙打冠軍（2019）。2020年獲頒總統教育奬。

## 經歷

### 出生背景
沈彥汝出生時被檢查出發育不全造成先天重度聽障，受母親影響開始接觸羽球，小學五年級時加入獅湖國小校隊，高中時從高雄新莊高中轉學至台南的新豐高中，後就讀國立體育大學。2019年，她在第二次全國排名賽獲得乙組單打第三名，成為台灣首位獲得甲組資格的聽障選手。

### 多次參賽獲獎
沈彥汝在就讀國中二年級時首次入選代表隊出國比賽，並且首次參加夏季聽障奧林匹克運動會。2014年，就讀高一的沈彥汝在台灣舉辦的亞太聽障羽球錦標賽，最終獲得單打亞軍、雙打季軍與團體亞軍；2015年7月，她在保加利亞首都索菲亞舉辦的世界聽障羽球錦標賽同時奪得青少年組與成人組女子單打冠軍，以及青少年女雙亞軍、成年組團體亞軍，隨後在10月於桃園舉行的亞太聽障運動會獲得混團、女雙金牌及女雙銅牌。

### 聽障奧運奪牌
2017年7月，沈彥汝代表中華台北參加在土耳其薩姆松舉辦的夏季聽障奧林匹克運動會羽球比賽。沈彥汝在單打和混雙項目中雖未能奪牌，但與范榮玉搭檔在女子雙打項目奪得銀牌，同時也在混合團體項目獲得銅牌。

### 世錦賽雙料冠軍、獲頒總統教育獎
2019年7月，沈彥汝第二次參加在台北舉辦的世界聽障羽球錦標賽，雖在率先進行的混合團體比賽屈居亞軍，但在之後的女子單打比賽成功衛冕，也與范榮玉搭檔在女雙比賽奪冠，同時寫下代表隊隊史與個人最佳成績。2020年5月，沈彥汝獲頒該年總統教育獎。
2021年，沈彥汝在2021年聽奧會再次奪得混合團體銅牌及女子雙打銀牌（搭檔范榮玉）。

## 外部連結
- 沈彥汝於國際聽障運動總會的個人資料 （页面存档备份，存于）
- 沈彥汝於中華民國聽障者體育運動協會的個人資料 （页面存档备份，存于）